# Incident de Kusuko
L'incident Kusuko (薬子の変, Kusuko no Hen), aussi appelé incident de l'empereur retiré Heizei (平城太上天皇の変, Heizei-Daijō-tennō no Hen), survient au début de l'époque de Heian. En 810, l'empereur Saga et l'ancien empereur Heizei sont en situation de confrontation mais le côté de Saga réunit rapidement assez d'hommes pour résoudre la confrontation et Heizei est contraint de se faire moine. La 尚侍 (Naishi-no-kami) Fujiwara no Kusuko, maîtresse de Heizei, et son frère ainé le sangi Fujiwara no Nakanari sont finalement punis à la suite de l'incident.
L'incident, à l'origine considéré comme ayant été précipité par Kusuko elle-même est donc appelé l'« incident Kusuko ». Au cours des dernières années, le point de vue que l'incident a été causé par la division du pouvoir entre l'empereur du Japon et le Daijō dans le cadre du système ritsuryō a pris racine. Depuis 2003, certains manuels de lycée japonais ont commencé à se référer à l'incident comme l'« incident de l'empereur retiré Heizei ».

## Contexte
Lorsque l'empereur Kanmu meurt en 806, son fils le prince héritier Ate accède au trône du chrysanthème sous le nom d'empereur Heizei. Heizei à son tour nomme son frère, le prince Kamino comme prince héritier. Cette décision semble avoir été influencée par l'opinion de Kanmu et le fait que Heizei est malade et ses enfants encore jeunes. Même dans ce cas, un conflit de succession interne à la cour ne peut être évité. Le jeune frère du nouvel empereur par une autre mère, le prince Iyo, est accusé l'année suivante d'avoir fomenté un coup d'État et finalement se suicide.
En 809, Heizei tombe malade et craignant que la maladie soit une malédiction des esprits vengeurs du prince Sawara et du prince Iyo, choisit d'abdiquer pour éviter une calamité. La 尚侍 (Naishi-no-Kami) Fujiwara no Kusuko et son frère ainé le sangi Fujiwara no Nakanari, s'opposent fermement à cette décision mais l'empereur ne recule pas et dix jours plus tard son frère, le prince héritier Kamino, s'assoit sur le trône sous le nom Saga. Saga choisit le prince Takaoka, troisième fils de Heizei, pour prince héritier.
Au début de l'année suivante, l'empereur s'installe dans l'ancienne capitale de Heijō-kyō. Irrité par la tentative de Saga de modifier le système d'inspection régional 観察使 (kansatsu-shi) qu'il a établi, l'empereur retiré crée une cour concurrente. Kusuko et Nakanari, qui complotent pour une restauration complète de Heizei au trône, encouragent l'opposition entre les deux empereurs. Par ailleurs, la position de Kusuko comme naishi-no-Kami lui donne le contrôle de l'émission de 内侍宣 (naishi-sen), moyen de transmission des ordres impériaux au Daijō-kan. À l'époque, les empereurs retirés peuvent s'impliquer dans la politique de la même manière que le souverain en titre, comme l'ex-impératrice Kōken le fait pendant le règne de l'empereur Junnin, aussi Heizei peut-il commander au Daijō-kan par le bureau de Kusuko.
En quelques mois, de cette situation, Saga crée le kurōdo-dokoro pour reprendre le contrôle de l'émission des décrets impériaux et trois mois plus tard abolit le kansatsu-shi et rétablit la fonction de sangi. Cette décision fortifie davantage l'opposition de Heizei.

## Incident
À l'automne de 810, au milieu de la rivalité grandissante entre les deux cours, Heizei ordonne l'abandon de Heian-kyō et retourne la capitale à Heijō-kyō. C'est une décision inattendue pour Saga qui dans cette situation a nommé Sakanoue no Tamuramaro, Fujiwara no Fuyutsugu et Ki no Taue (紀田上) responsable de la construction dans la capitale qui s'apprête à être désertée. En envoyant ses assistants de confiance à la base des opérations de Heizei, il espérait peut-être vérifier la puissance de son rival. L'incident l'aurait fortement perturbé.
Saga décide finalement de s'opposer à la délocalisation de la capitale. Quatre jours après le déménagement de Heizei, il envoie des délégués dans les provinces d'Ise, Ōmi et Mino leur ordonnant de resserrer leurs frontières. Par ailleurs, il capture Fujiwara no Nakanari, le place sous garde militaire et le rétrograde au poste de kokushi (gouverneur militaire) provisoire de la province de Sado. Il démet également Kusuko de son rang et publie un édit impérial décrivant ses péchés. Pendant ce temps, il favorise les trois fonctionnaires qu'il a nommés pour gérer la construction : Tamuramaro devient dainagon, Fuyutsugu vice-ministre du Shikibu-shō (Ministère des Services civils) et Taue gouverneur de la province d'Owari.
Le lendemain, Saga envoie des émissaires secrets à Heijō-kyō afin de réunir quelques hauts fonctionnaires. Fujiwara no Manatsu et Funya no Watamaro reviennent à Heian-kyō mais Watamaro, soupçonné être du côté de Heizei est emprisonné.
Lorsque Heizei apprend cela, il est furieux et décide de se rendre personnellement dans l'Est et d'y rassembler une armée. Beaucoup de ses vassaux, dont le chūnagon Fujiwara no Kadonomaro, le mettent fermement en garde contre cette décision mais Heizei s'installe dans un palanquin en compagnie de Kusuko et part.
Saga ordonne à Sakanoue no Tamuramaro d'empêcher le voyage de Heizei. Comme Tamuramaro part, il demande la libération de Watamaro, son camarade de guerre de la répression des Emishi à la suite de quoi Watamaro est gracié et nommé sangi. Ce soir-là, Nakanari est abattu. C'est un rare exemple d'application de la peine de mort au cours de l'époque de Heian — l'exécution suivante a lieu presque 350 ans plus tard lorsque Minamoto no Tameyoshi est exécuté après la rébellion de Hōgen en 1156.
Heizei et Kusuko ne vont pas plus loin que le district de Soekami dans la province de Yamato avant de se rendre compte que les forces de l'empereur Saga ont renforcé leur garde. Sans espoir de victoire, ils reviennent à contrecœur à Heijō-kyō. L'ex-empereur Heizei se rase la tête et devient bhikkhu tandis que Fujiwara no Kusuko se suicide en buvant du poison.

## Postérité
Après que l'incident a été résolu, l'empereur Saga commande que les personnes impliquées soient traitées avec indulgence. Le prince héritier Takaoka est déshérité comme prince héritier et Saga nomme son frère cadet le prince Ōtomo, futur empereur Junna, comme prince héritier à sa place. Lorsque Heizei meurt en 824, Saga, qui à ce moment a lui-même abdiqué, obtient de son successeur Junna qu'il pardonne les coupables.
Le moine Kūkai, qui a prié pour le côté de l'empereur Saga lors de l'incident, est également en mesure d'utiliser ce succès comme une occasion de s'élever comme le chef de file du bouddhisme au Japon.

## Personnes punies en relation avec l'incident
| Personne                                     | Position                                                                     | Punition |
| -------------------------------------------- | ---------------------------------------------------------------------------- | --- |
| Ex-Empereur Heizei                           | Daijō                                                                        | Se fait moine |
| Prince Takaoka                               | Prince héritier                                                              | Déshérité |
| Prince Abo                                   | Quatrième rang (四品)                                                        | Rétrogradé au poste de directeur du Dazaifu                                                                                     |
| Prince Isono (礒野王)                        | 従五位上 (ju go-i no jō) et maître des documents (図書頭)                    | Rétrogradé au poste de vice-gouverneur provisoire de la province d'Izu                                                          |
| Prince Taguchi (田口王)                      | 従五位下 (ju go-i no ge)                                                     | Rétrogradé au poste de gouverneur provisoire de la province de Tosa                                                             |
| Prince Masuga (真菅王)                       | 従五位下 (ju go-i no ge)                                                     | Rétrogradé au poste de gouverneur provisoire de la province d'Iki                                                               |
| Fujiwara no Kusuko                           | 正三位 (shō san-mi) et 尚侍 (Naishi-no-kami)                                 | Démise de ses fonctions, elle se suicide                                                                                        |
| Fujiwara no Nakanari                         | 従四位下 (ju shi-i no ge) et sangi                                           | Rétrogradé au poste de gouverneur provisoire de la province de Sado et exécuté                                                  |
| Fujiwara no Yasutsugu (藤原安継)             | 従五位下 (ju go-i no ge) et vice directeur du Ōtoneri-ryō (大舎人助)         | Rétrogradé au poste de gouverneur provisoire de la province de Satsuma                                                          |
| Fujiwara no Sadamoto (藤原貞本)              | 従五位下 (ju go-i no ge) et vice-ministre au Ministère du Trésor             | Rétrogradé au poste de gouverneur provisoire de la province de Hida                                                             |
| Fujiwara no Naganushi (藤原永主)             |                                                                              | Exilé dans la province de Hyūga                                                                                                 |
| Fujiwara no Yamanushi (藤原山主)             |                                                                              | Exilé dans la province de Hyūga                                                                                                 |
| Fujiwara no Fujinushi (藤原藤主)             |                                                                              | Exilé dans la province de Hyūga                                                                                                 |
| Fujiwara no Manatsu                          | 正四位下 (shō shi-i no ge) et sangi                                          | Rétrogradé au poste de gouverneur provisoire de la province d'Izu puis de la province de Bitchū                                 |
| Ki no Taue (紀田上)                          | 従四位下 (ju shi-i no ge) et gouverneur de la province d'Owari               | Rétrogradé au poste de gouverneur provisoire de la province de Sato                                                             |
| Ki no Yoshikado (紀良門)                     | 従五位下 (ju go-i no ge) et gouverneur de la province d'Echigo               | Rétrogradé au poste de vice-gouverneur provisoire de la province de Hizen                                                       |
| Ō no Iruka (多入鹿)                          | 従四位下 (ju shi-i no ge) et sangi                                           | Rétrogradé au poste de gouverneur provisoire de la province de Sanuki, puis de la province d'Aki et de nouveau à Sanuki         |
| Sugano no Niwanushi (菅野庭主)               | 正五位上 (shō go-i no jō) et chef charpentier (木工頭)                       | Rétrogradé au poste de gouverneur provisoire de la province d'Awa                                                               |
| Ōnakatomi no Tokomaro (大中臣常麻呂)         | 従五位上 (ju go-i no jō) et second assistant directeur du Hyōbu-shō          | Rétrogradé au poste de gouverneur provisoire de la province de Bizen, puis gouverneur de la province d'Iyo                      |
| Tomo no Wataketamaro (伴和武多麻呂)          | 従五位上 (ju go-i no jō) et major général de la garde impériale (左近衛少将) | Rétrogradé au poste de vice-gouverneur provisoire de la province de Musashi, puis gouverneur provisoire de la province de Hyūga |
| Omuro no Koretsugu (御室是嗣)                | 従五位上 (ju go-i no jō)                                                     | Rétrogradé au poste de gouverneur provisoire de la province d'Ōsumi, puis vice-gouverneur provisoire de la province de Chikugo  |
| Omuro no Ujitsugu (御室氏継)                 | 従五位上 (ju go-i no jō)                                                     | Rétrogradé au poste de gouverneur provisoire de la province de Satsuma                                                          |
| Abe no Kiyotsugu (安倍清継)                  | 従五位下 (ju go-i no ge) et vice-gouverneur de la province d'Echizen         | Rétrogradé au poste de gouverneur provisoire de la province d'Aki puis exilé dans la province de Hōki                           |
| 当麻鱸麻呂 (Taima no Suzukimaro)             | 従五位下 (ju go-i no ge)                                                     | Rétrogradé au poste de gouverneur provisoire de la province d'Awaji                                                             |
| 百済王愛筌 (Kudara no Konikishi no Chikauke) | Second inspecteur provisoire de la province d'Echizen                        | Exilé dans la province d'Awa |
| 永野浄津 (Nagano no Kiyotsu)                 |                                                                              | Exilé dans la province d'Echizen                                                                                                |
| Ise no Yasumaro (伊勢安麻呂)                 |                                                                              | Exilé dans la province de Noto                                                                                                  |

### Article lié
- Heizei